# Ротшильд, Натан Майер
Натан Майер Ротшильд (нем. и англ. Nathan Mayer Rothschild; 16 сентября 1777 — 28 июля 1836) — британский банкир еврейского происхождения, третий из сыновей Майера Амшеля Ротшильда.

## Биография
Основатель английской ветви Ротшильдов. Прибыл в Манчестер в 1798 году. С помощью капиталов отца и братьев он успешно торговал британским текстилем. Когда в 1809 году французы блокировали пролив Ла-Манш, торговля тканями стала невыгодной. Натан Майер переехал в Лондон, где основал банк N M Rothschild & Sons.
Самый успешный бизнес Натана Ротшильда начался в 1814 году, когда британское правительство привлекло его банк к финансированию военной кампании против Наполеона. Крупные суммы золотом (за год свыше 11 млн фунтов) переводились из Англии маршалу Веллингтону и союзникам через банки братьев. Ротшильды идеально подходили для движения громадных сумм в неспокойной Европе, избавляя клиентов от рисков перевозки денег и просрочки платежа.

## Битва при Ватерлоо
Хрестоматийным стал рассказ о том, как сыновья Ротшильда сделали целое состояние на поражении Наполеона при Ватерлоо 18 июня 1815 года.
В начале сражения преимущество находилось на стороне Наполеона, и наблюдатели сообщили в Лондон, что он выигрывает. Но на помощь английским войскам под руководством Веллингтона подоспел прусский корпус Блюхера. Союзники одержали победу. Курьер Натана Ротшильда Роворт наблюдал за сражением и видел, как Наполеон бежал  поля боя во Францию. Роворт бросился в бельгийский порт Остенде и за 2000 франков уговорил рыбака, несмотря на шторм, переправить его через Ла-Манш (по другой версии, использовал голубиную почту).
Все были убеждены, что Веллингтон проиграл сражение. Тогда Ротшильд немедленно начал продавать на бирже свои облигации. Вслед за ним все стали продавать. В результате цены бумаг упали почти до нуля. В этот момент агенты Ротшильда скупили акции по дешёвке. 21 июня в 11 часов вечера адъютант Веллингтона майор Генри Перси доставил в правительство рапорт маршала: «Наполеон разбит».
Таким образом, Натан Ротшильд заработал на этой новости 40 миллионов фунтов стерлингов. Реальная информация, полученная раньше других, позволила Ротшильдам вести беспроигрышную игру на бирже.
Именно тогда Натан Ротшильд произносит свой легендарный афоризм: «Кто владеет информацией — тот владеет миром».
Этот рассказ основан на биографии Ротшильдов, написанной Жоржем Дарнавеллом, и впоследствии был использован во многих материалах про обогащение известной семьи. В то же самое время есть источники, опровергающие правдивость этой истории.

## Семья
22 октября 1806 года Натан женился на Анне Коэн (1783—1850). В браке у них родились 6 детей: Шарлотта (1807) (впоследствии вышла замуж за своего родственника Ансельма фон Ротшильда); Лайонель (1808), Энтони (1810), Натаниэль (1812); Анна (1815) (вышла замуж за английского аристократа сэра Генри Фицроя); Луиза (1820) (вышла замуж за своего двоюродного брата Майера Карла фон Ротшильда).
Крупными событиями семьи Ротшильд были избрание в 1847 году сына Натана Майера, барона Лайонела Натана Ротшильда (1808—1879), в палату общин, а в 1885 году внука основателя английского дома Ротшильдов, Натаниэла Ротшильда (1840—1915), — в палату лордов.